# Lasiophorus fortispinus
Lasiophorus fortispinus är en stekelart som beskrevs av Cameron 1911. Lasiophorus fortispinus ingår i släktet Lasiophorus och familjen bracksteklar. Inga underarter finns listade i Catalogue of Life.